# Palopa
Palopa est un terme utilisé en Papouasie-Nouvelle-Guinée comme un mot non hétéronormatif pour les personnes s'identifiant en tant que gay, trans, ou d'un troisième genre,,,. 
Clint Wooly, millitant  LGBTQ+ décrit comment la terminologie occidentale est stigmatisée par un grand nombre de personnes en Papouasie-Nouvelle-Guinée et soutient l'utilisation de mots indigènes tels que palopa. Chez les Sambiens, le terme kwolu-aatmwo décrit une troisième identité de genre. La terminologie est également empruntée à d'autres communautés du Pacifique, comme le terme de sister-girl des populations du Détroit de Torrès. 

## Étymologie
Le terme vient du Tok pisin et serait une contraction du nom de la chanteuse Jennifer Lopez.